# ERP Italia
ERP Italia fa parte del gruppo europeo ERP (European Recycling Platform) e nasce nel settembre del 2006 come uno tra i sistemi collettivi operanti in Italia. ERP Italia gestisce per conto dei produttori il sistema di raccolta e trattamento dei RAEE e dal 2009 anche dei i Rifiuti di Pile e Accumulatori.

## Il Ciclo dei RAEE
I RAEE provenienti da nuclei domestici vengono raccolti in apposite aree, denominate centri di raccolta, nei quali vengono stoccati e divisi nei 5 raggruppamenti previsti dal DM 185/07, in relazione alla tipologia e alla pericolosità degli stessi. Ai centri di raccolta possono accedere direttamente i privati cittadini o le aziende municipalizzate che eseguono su basa volontaria la raccolta “porta a porta”.
I 5 raggruppamenti sono:
- Raggruppamento 1 - Freddo e clima. (Frigoriferi, climatizzatori, congelatori, etc.)
- Raggruppamento 2 - Altri grandi bianchi (Lavatrici, lavastoviglie, piastre di cottura, cappe, etc)
- Raggruppamento 3 - TV e Monitor (Vecchi televisori a cinescopio, LCD, Plasma,etc)
- Raggruppamento 4 – Informatica ed elettronica di consumo, apparecchi di illuminazione (privati delle sorgenti luminose), piccoli elettrodomestici e altro (dispositivi medici, elettroutensili, attrezzature sportive, giocattoli, sistemi di monitoraggio e controllo, etc)
- Raggruppamento 5 - Sorgenti luminose (lampade a risparmio energetico)

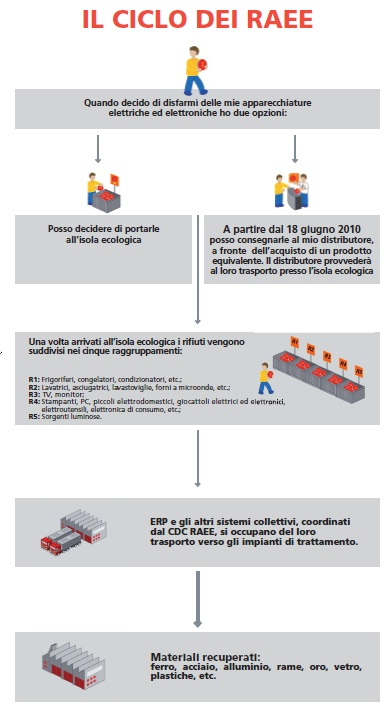
Il Ciclo dei RAEE

I RAEE vengono quindi ritirati dai punti di prelievo e trasportati ai centri di trattamento, tramite l'utilizzo di operatori logistici autorizzati e qualificati al trasporto e all'eventuale stoccaggio temporaneo di queste tipologie di rifiuti.
ERP Italia si serve di più di 20 centri specializzati nel trattamento delle varie tipologie di RAEE, distribuiti su tutto il territorio nazionale. 
Per ogni raggruppamento vengono recuperati una molteplicità di elementi, come ad esempio:
- R1 (Freddo e clima): contenimento dei gas pericolosi (CFC), smaltimento olii pericolosi, separazione dei condensatori, del compressore e degli interruttori a mercurio, riciclaggio dei metalli ferrosi, riciclaggio dei metalli non ferrosi e delle plastiche, recupero schiume isolanti, recupero del vetro e dai cavi elettrici esterni
- R2 (LDA): separazione dei condensatori e degli interruttori a mercurio, recupero dei metalli ferrosi, recupero dei metalli non ferrosi e delle plastiche (alluminio, rame e acciaio), recupero dei cavi elettrici
- R3 (TV e monitor): separazione dei condensatori e degli interruttori a mercurio, trattamento in sicurezza dei tubi catodici, recupero dei metalli e delle plastiche, recupero dei cavi elettrici esterni
- R4 (IT e PED): separazione dei condensatori e degli interruttori a mercurio, separazione delle batterie, separazione di lampade, toners, LCD o altri componenti pericolosi, recupero metalli ferrosi e non, recupero delle plastiche, recupero cavi elettrici esterni
- R5 (Lampade e tubi fluorescenti): separazione involucro esterno, recupero del vetro, contenimento delle polveri tossiche e dei gas pericolosi, recupero metalli ferrosi e non e delle plastiche, recupero del mercurio.

Un simile processo viene svolto per quanto riguarda i Rifiuti di Pile e Accumulatori. 

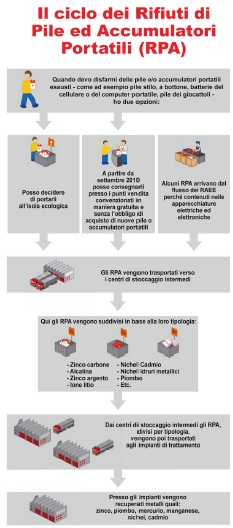
Il Ciclo degli RPA

È stato calcolato che il servizio di raccolta e trattamento svolto da ERP Italia nel solo 2008, di circa 6.500 ton, ha portato ad un risparmio energetico quantificabile in 55.000 ton di CO2 non emesse, equivalenti alle emissioni di 10.000 automobili in un anno, e 2.300 ton di petrolio risparmiate, equivalenti ai consumi annuali di energia elettrica di una cittadina di 10.000 abitanti.

## ERP Italia e i cittadini
Nel 2010 ERP Italia ha partecipato ad iniziative allo scopo di spiegare la propria attività e di fornire utili consigli ai cittadini, gli utenti finali delle apparecchiature elettriche ed elettroniche:
- Il Rimostra, mostra itinerante tenutasi a Monza dal 21 al 30 maggio 2010
- Il ciclo del riciclo, mostra tenutasi a Concorezzo dal 2 all'8 ottobre 2010

ERP Italia ha partecipato a The European Recycling Party organizzando un concerto il 23 novembre 2010 all'Alcatraz di Milano.

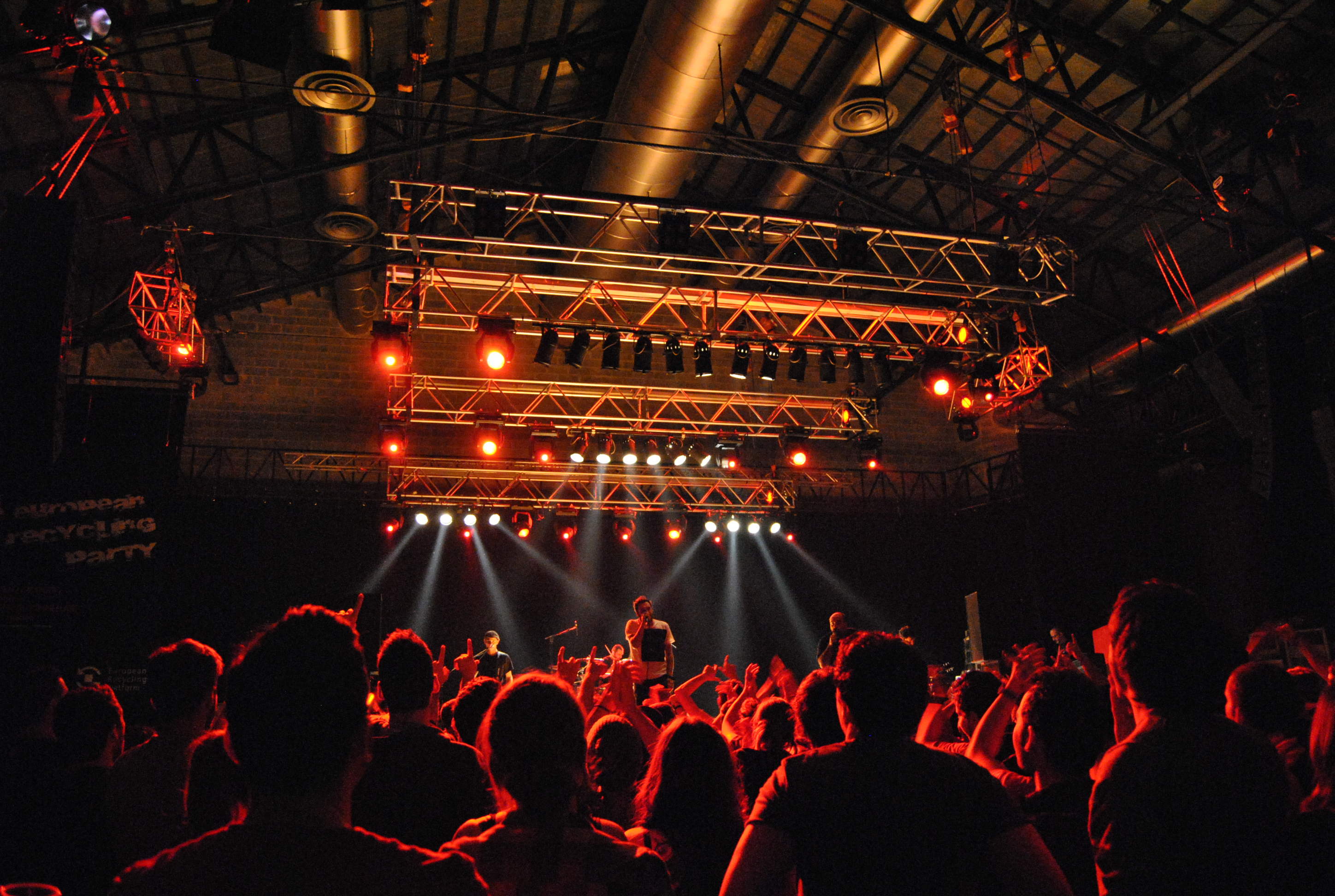
European Recycling Party, Milano
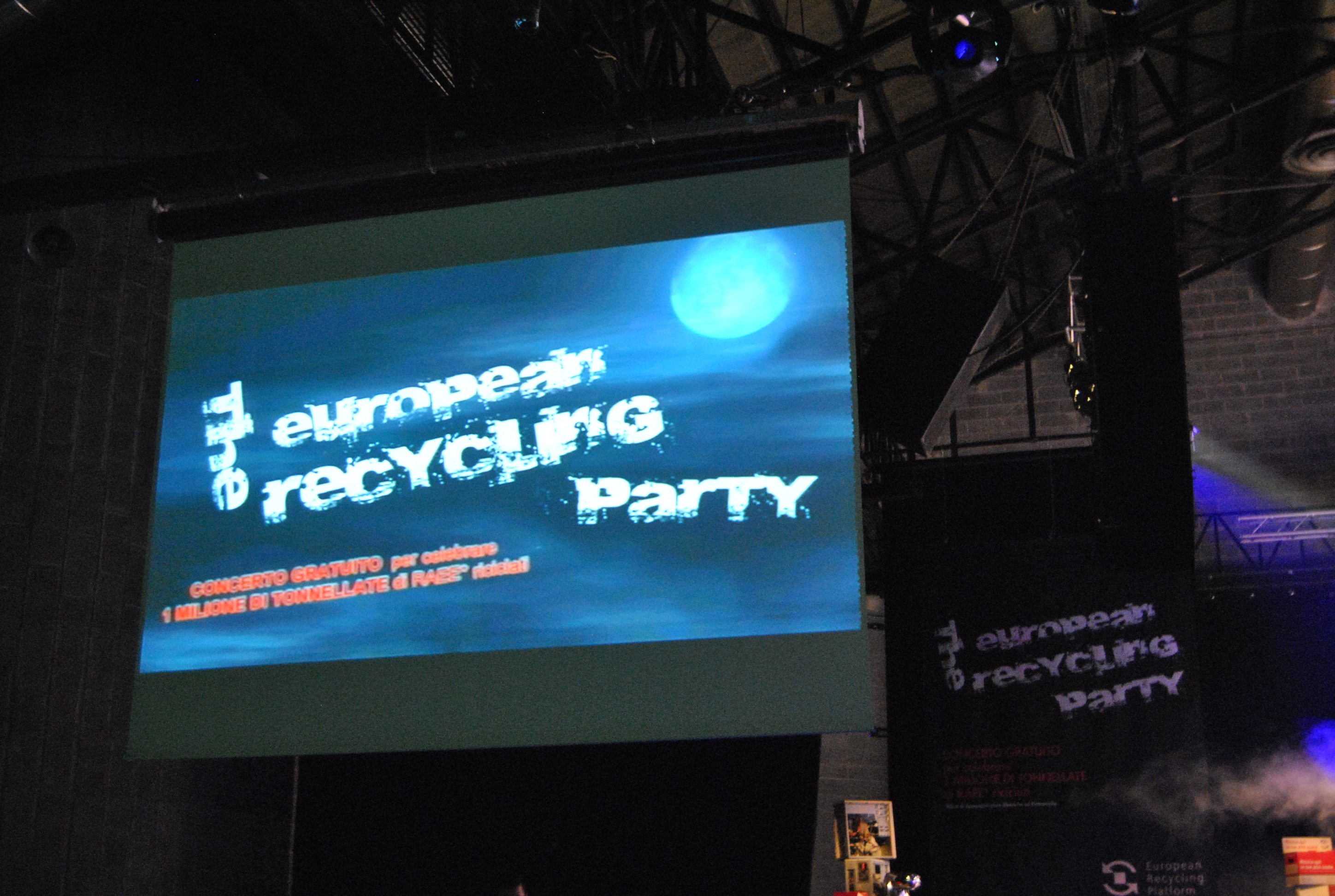
Logo dell'evento